# Рубленська сільська рада
Ру́бленська сільська́ ра́да — адміністративно-територіальна одиниця та орган місцевого самоврядування в Великобурлуцькому районі Харківської області. Адміністративний центр — село Рублене.

## Загальні відомості
- Рубленська сільська рада утворена в 1921 році.
- Територія ради: 61,73 км²
- Населення ради: 853 особи (станом на 2001 рік)

## Населені пункти
Сільській раді підпорядковані населені пункти:
- с. Рублене
- с. Артільне
- с. Березники
- с. Крейдянка
- с. Озерне
- с. Потихонове

## Склад ради
Рада складається з 14 депутатів та голови.t
- Голова ради:Плясецька Надія Анатоліївна
- Секретар ради: Рикова Тетяна Василівна

### Керівний склад попередніх скликань
| Прізвище, ім'я, по батькові | Основні відомості                                                                           | Дата обрання | Дата звільнення |
| --------------------------- | ------------------------------------------------------------------------------------------- | ------------ | --------------- |
| Катасонова Ольга Петрівна   | Сільський голова, 1963 року народження, освіта вища, позапартійна                           | 26.03.2006   | 31.10.2010      |
| Катасонова Ольга Петрівна   | Сільський голова, 1963 року народження, освіта вища, Всеукраїнське об'єднання «Батьківщина» | 31.10.2010   |                 |

Примітка: таблиця складена за даними сайту Верховної Ради України

### Депутати
За результатами місцевих виборів 2010 року депутатами ради стали:

#### За суб'єктами висування
| Суб'єкт висування            | Кількість обраних депутатів | %    |
| ---------------------------- | --------------------------- | ---- |
| Партія регіонів              | 7                           | 50   |
| Самовисування                | 5                           | 35,7 |
| Соціалістична партія України | 2                           | 14,3 |

#### За округами
| № округу                     | Прізвище, ім'я, по батькові     | Дата визнання обраним | Освіта             | Партійна приналежність             | Відомості про обраного депутата                                   |
| ---------------------------- | ------------------------------- | --------------------- | ------------------ | ---------------------------------- | ----------------------------------------------------------------- |
| Партія регіонів              |                                 |                       |                    |                                    |                                                                   |
| 1                            | Яковлєва Світлана Миколаївна    | 01.11.2010            | середня спеціальна | член Партії регіонів               | СВК «Рублене», бухгалтер                                          |
| 3                            | Задорожній Володимир Васильович | 01.11.2010            | середня            | член Партії регіонів               | пенсіонер                                                         |
| 5                            | Плясецька Надія Анатоліївна     | 01.11.2010            | вища               | член Партії регіонів               | Рубленська с/р, голова сільської ради                             |
| 7                            | Купіна Тетяна Миколаївна        | 01.11.2010            | середня спеціальна | член Партії регіонів               | СВК «Рублене», бухгалтер                                          |
| 9                            | Карелкін Юрій Васильович        | 01.11.2010            | середня            | член Партії регіонів               | тимчасово не працює                                               |
| 10                           | Купіна Валентина Іванівна       | 01.11.2010            | вища               | член Партії регіонів               | Рубленська с/р, бухгалтер                                         |
| 12                           | Яковлєва Лариса Миколаївна      | 01.11.2010            | середня спеціальна | член Партії регіонів               | СВК «Рублене», бухгалтер                                          |
| Соціалістична партія України |                                 |                       |                    |                                    |                                                                   |
| 4                            | Рикова Тетяна Василівна         | 01.11.2010            | вища               | член Соціалістичної партії України | Рубленська с/р, секретар                                          |
| 6                            | Риков Юрій Миколайович          | 01.11.2010            | середня спеціальна | член Соціалістичної партії України | приватне підприємство, керівник                                   |
| Самовисування                |                                 |                       |                    |                                    |                                                                   |
| 2                            | Огурцова Майя Миколаївна        | 01.11.2010            | середня спеціальна | позапартійна                       | тимчасово не працює                                               |
| 8                            | Сєдих Людмила Миколаївна        | 01.11.2010            | вища               | позапартійна                       | Рубленська загальноосвітня школа, вчитель                         |
| 11                           | Валевич Зінаїда Ягорівна        | 01.11.2010            | середня            | позапартійна                       | пенсіонер                                                         |
| 13                           | Суходольська Тетяна Василівна   | 01.11.2010            | середня            | позапартійна                       | СВК «Рублене», доярка                                             |
| 14                           | Гусєва Тамара Михайлівна        | 01.11.2010            | середня            | позапартійна                       | В-Бурлуцький територіальний центр зайнятості, соціальний робітник |